# Ramsa

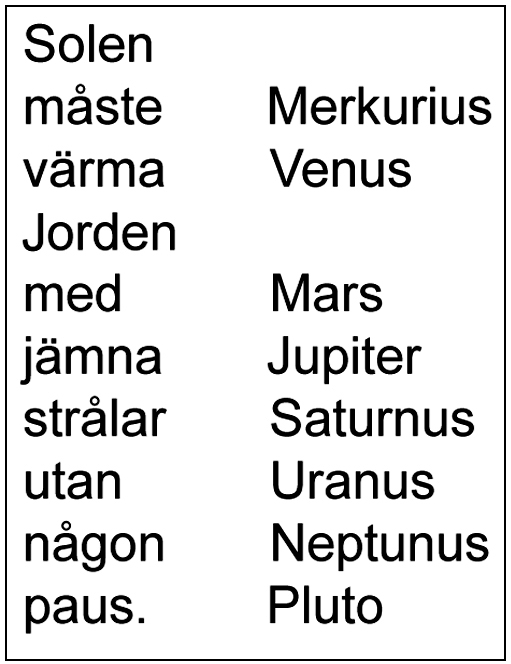
En ramsa från 1950-talet för att lära sig planeternas namn, och ordning från solen räknat.

Ramsa är en typ av folkdiktning som bygger på rytmiska uppräkningar, ofta utan mening eller sammanhang, och som i stor utsträckning riktar sig till eller används av barn.
Pedagogiska ramsor användes ofta för inlärning av exempelvis alfabetet. Många ramsor ingår som text i lekar. Satiriska ramsor är också vanliga. En del ramsor finns såväl i ramsform som utbyggda till kedjesagor. Kända ramsor är ofta mycket gamla med ofta medeltida ursprung.

## Räkneramsor
Räkne- eller uträkningsramsor är vanliga där barn vid lek avgör till exempel vem som skall vara den som ska räkna och leta rätt på övriga vid en kurragömmalek, där följande ramsor är vanliga med avsikten att resultera i en (skenbart) slumpmässigt utvald person:
- Ole dole doff.
Kinke lane koff.
Koffe lane binke bane.
Ole dole doff.

- Esike desike luntan tuntan.
Simili maka kokeli kaka.
Ärtan pärtan puff.

Ramsorna är endast skenbart slumpmässiga då exempelvis Ole dole doff innehåller 12+1 ord och eftersom 12 är jämnt delbart med såväl 2, 3, 4, 6 som 12 kommer den utvalde alltid att bli den som man börjar räkna på i grupper som består av dessa antal personer (förutsatt att räkningen sker i tur och ordning och inte slumpmässigt, men då kan den som räknar oavsett välja vem som blir utvald när sista ordet i ramsan ska fördelas).

## Minnesramsor
Andra typer är minnesramsor, där rim och rytm ska underlätta inlärandet, som ofta också används av vuxna. Exempelvis hur många dagar det är i månaden:
- Trettio dagar har november,
april, juni och september,
februari tjugoåtta allen,
alla övriga trettioen.[1]

Minnesramsor som går ut på att man skall komma ihåg vilka ord som stavas på liknande sätt, tar allitteration till hjälp:
- Det är lättare att stjäla en stjälk än att stjälpa en stjärna med stjärten.[2]

### Fotnoter
1. ↑  I Sverige första gången 1810 av Hans Jacob Seseman.
2. ↑  Ylva Byrman: Rabbla rättstavningsramsor! Svenska Dagbladet 9 maj 2012, läst 24 februari 2014